# Geografia della Georgia

Carta della Georgia.

La Georgia è un paese della Transcaucasia situato all'estremità orientale del mar Nero, sulle pendici meridionali della cresta principale dei monti del Grande Caucaso. Confina a nord e a nord-est con la Russia, a est e a sud-est con l'Azerbaigian, a sud con l'Armenia e la Turchia e a ovest con il mar Nero. La Georgia include tre enclavi etniche: l'Abkhazia, nel nord-est (città principale Sokhumi); l'Adjara, nel sud-ovest (città principale Batʿumi); e l'Ossezia del Sud, nel nord (città principale Tsʿkhinvali). La capitale della Georgia è Tbilisi. Si estende su una superficie di 69.500 km².

## Morfologia, suoli e storia geologica

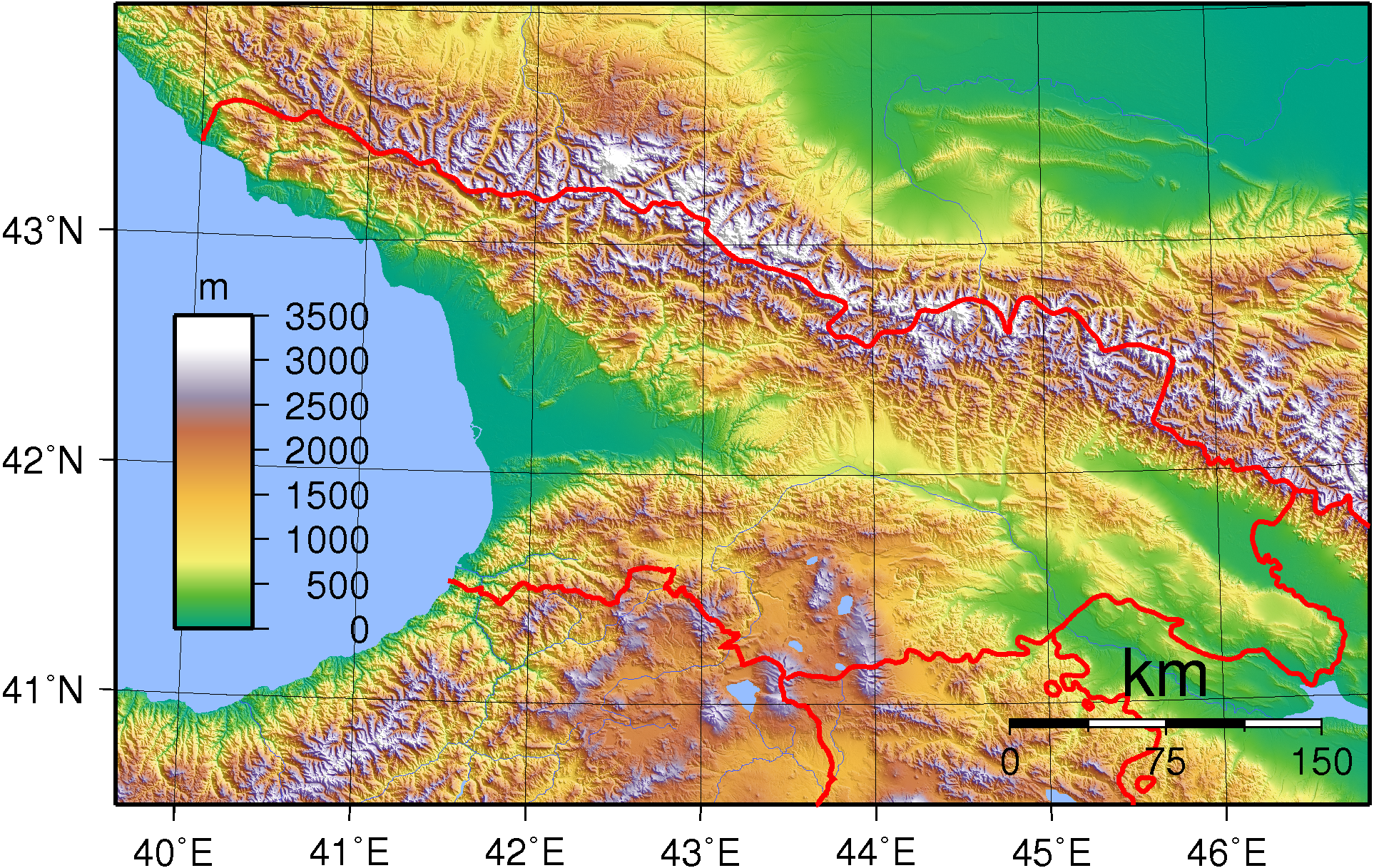
Topografia della Georgia.

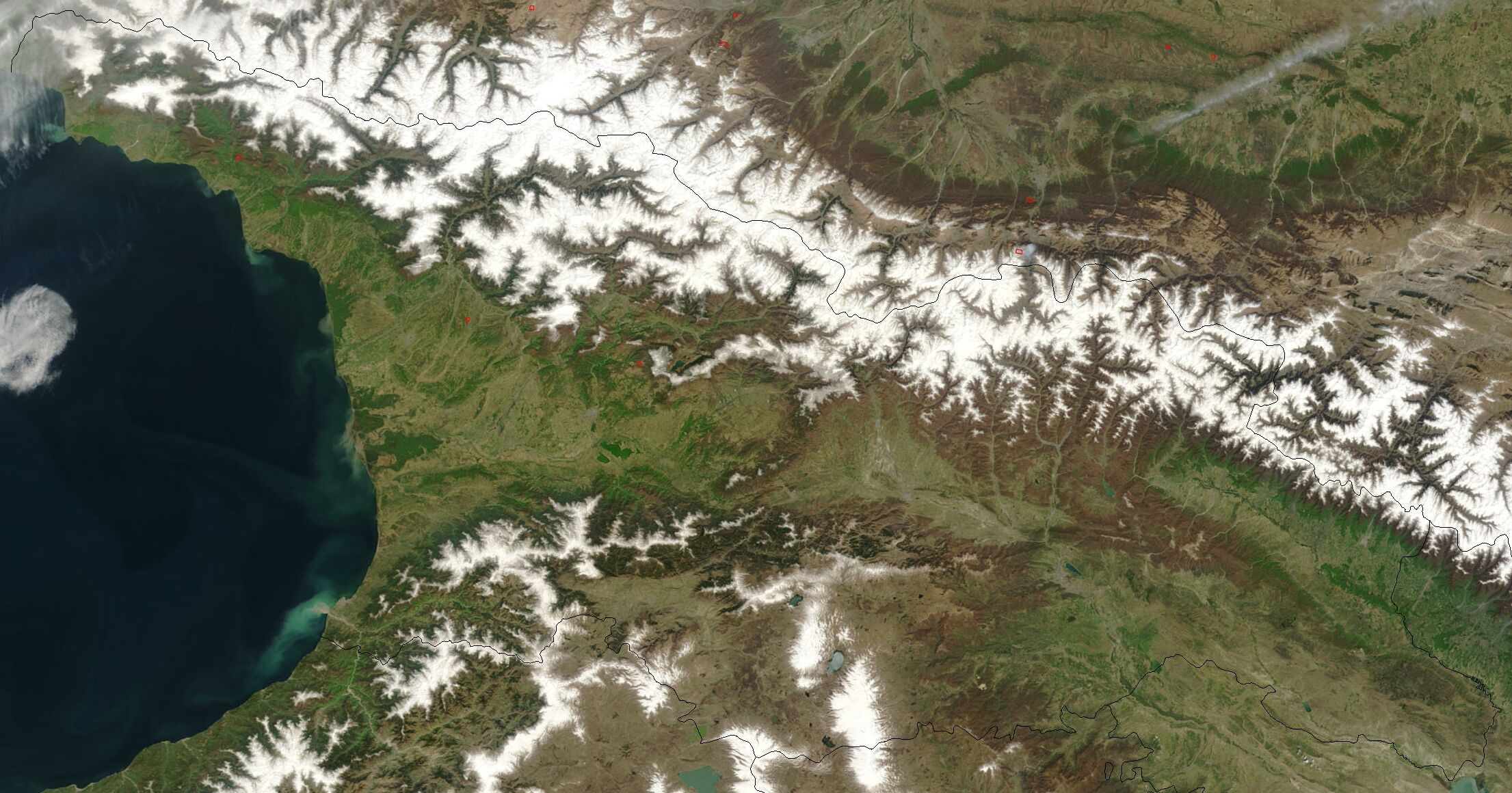
Immagine satellitare a fine primavera.

Con la notevole eccezione della fertile pianura di Kolkhida – l'antica Colchide, dove gli Argonauti del mito andarono alla ricerca del Vello d'Oro –, il territorio della Georgia è prevalentemente montuoso, e per più di un terzo ricoperto da foresta o boscaglia. Il paese presenta una straordinaria varietà di paesaggi, dalle coste del mar Nero alle nevi del crinale del Caucaso. Tali contrasti sono maggiormente degni di nota considerando la superficie relativamente ridotta del paese.
L'impervio territorio della Georgia può essere suddiviso in tre fasce, tutte disposte da est a ovest.

### Il Grande Caucaso
A nord è situata la muraglia della catena del Gran Caucaso, che consiste in una serie di fasce montane parallele e trasversali che si innalzano verso est, spesso separate da gole profonde e selvagge.
Formatosi nel Cenozoico a causa della chiusura dell'antico oceano della Tetide e della collisione fra il bordo settentrionale della placca africana e quella euroasiatica, il Grande Caucaso è principalmente formato dal prisma sedimentario accumulatosi nel Mesozoico ai margini continentali. Il Piccolo Caucaso, di contro, è di origine vulcanica.
Il Grande Caucaso raggiunge le massime quote nel suo settore centrale: l'Elbrus è alto 5633 m, il cono del vulcano estinto Mkinvari (Kazbek) domina la catena più settentrionale dei monti Bokovoy dai suoi 5 047 m di altezza, ed il monte Shkhara, che con i suoi 5068 m è la vetta più alta della Georgia. I monti Rustaveli, Tetnuld e Ushba superano tutti i 4500 m. I passi che lo attraversano e conducono in Russia sono situati a quote di poco inferiori ai 3000 m (Passo Kluhor, Passo Mamison).  Verso sud, a partire dalla catena centrale, si allunga un certo numero di importanti contrafforti, tra cui quelli dei monti Lomis e Kartli (Kartalinian), disposti ad angolo retto rispetto alla disposizione generale del Caucaso. Dalle pendici ammantate di ghiaccio di queste regioni elevate dalla bellezza mozzafiato sgorgano molti torrenti e fiumi.
Si tratta di una catena giovane, di tipo alpino, in cui una zona assiale di rocce antiche è affiancata da corrugamenti di rocce sedimentarie compresse, fortemente piegate e fagliate, le quali prevalgono nel settore occidentale. Le valli fluviali sono ad andamento longitudinale, parallele all'asse della catena del Caucaso, e hanno rappresentato storicamente delle zone isolate, che hanno favorito la conservazione di gruppi etnici e nazionali diversi. Nel complesso, si possono distinguere 13 gruppi di popolazioni sparse nel territorio georgiano, che pur parlando idiomi un po' diversi s'intendono perfettamente fra loro. La parte più elevata del rilievo si erge a oltre 5000 m lungo la zona assiale, ed è ricoperta da ghiacciai perenni. Il settore occidentale del Grande Caucaso dispone di acque in quantità superiori a quelle, già notevoli, delle altre regioni limitrofe alla catena montuosa; i rilievi sono perciò in gran parte ricoperti da immense foreste, molto ricche di essenze di vario genere.
Le pendici meridionali del Grande Caucaso sfumano in vari contrafforti, uno dei quali, detto dei monti di Suram, collega il sistema nordcaucasico al Piccolo Caucaso, dividendo la vallata del Rioni, a ovest, dalla vallata del Kura, a est. La seconda fascia alla quale il Grande Caucaso fa da sfondo è costituita dalle pianure centrali, formatesi sopra una grande depressione strutturale. La pianura di Kolkhida, nei pressi delle coste del mar Nero, è ricoperta da uno spesso strato di depositi trasportati dai fiumi che si sono accumulati nel corso di migliaia di anni. Dalle loro sorgenti sul Grande Caucaso, i maggiori fiumi della Georgia occidentale, l'Inguri, il Rioni e il Kodori, scorrono verso il mare attraverso una vasta area pianeggiante. In passato la pianura di Kolkhida era una palude quasi continuamente stagnante. Nel corso di un grande programma di sviluppo, sono stati costruiti canali di bonifica e argini lungo i fiumi e introdotti piani di rimboschimento; la regione ha assunto così un ruolo di primaria importanza grazie alla coltivazione di colture subtropicali e altri tipi di vegetali di importanza commerciale.
A est, la depressione strutturale è intersecata dai monti Meskhet e Likh, che collegano il Grande e il Piccolo Caucaso e segnano lo spartiacque tra i bacini dei mari Nero e Caspio. Nella Georgia centrale, tra le città di Khashuri e Mtsʿkhetʿa (l'antica capitale), giace l'elevato altopiano interno noto come piana di Kartli (Kartalinian). Sormontato da montagne a nord, sud, est e ovest e ricoperto per la maggior parte da depositi di loess, questo altopiano si estende lungo il fiume Kura (Mtkvari) e i suoi tributari.
Il litorale è piuttosto uniforme e la costa pianeggiante, tranne che in vicinanza del confine sud, dove la fascia meridionale del territorio georgiano è contrassegnata dalle catene e dagli altopiani del Piccolo Caucaso, che si innalzano al di là di una pianura costiera stretta e paludosa fino a raggiungere i 3300 m del monte Didi Abuli.
In Georgia si rinviene una grande gamma di suoli, da quelli semidesertici grigio-bruni e salini alle più fertili terre rosse e podzol. A questa diversità sono stati aggiunti miglioramenti artificiali.

## Clima

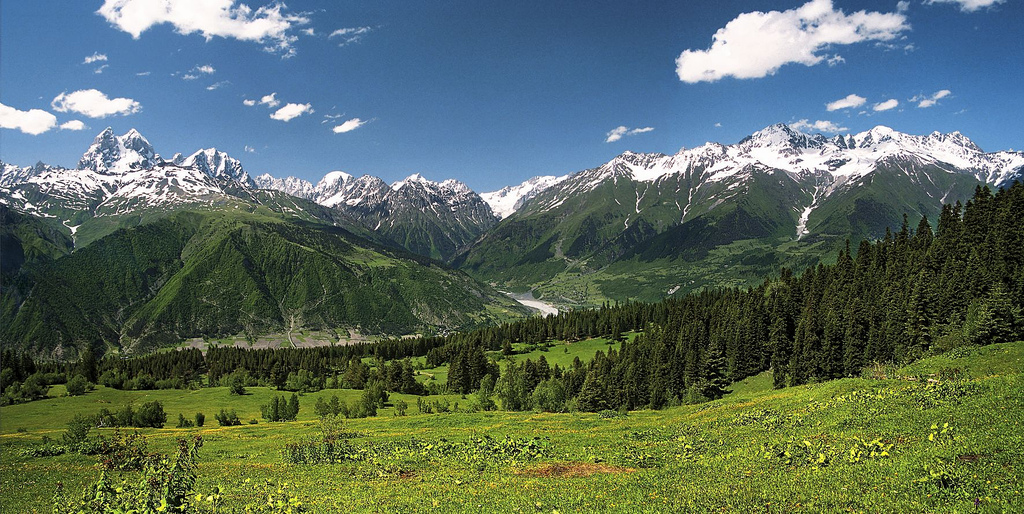
La regione della Svanezia, nella Georgia nord-occidentale.

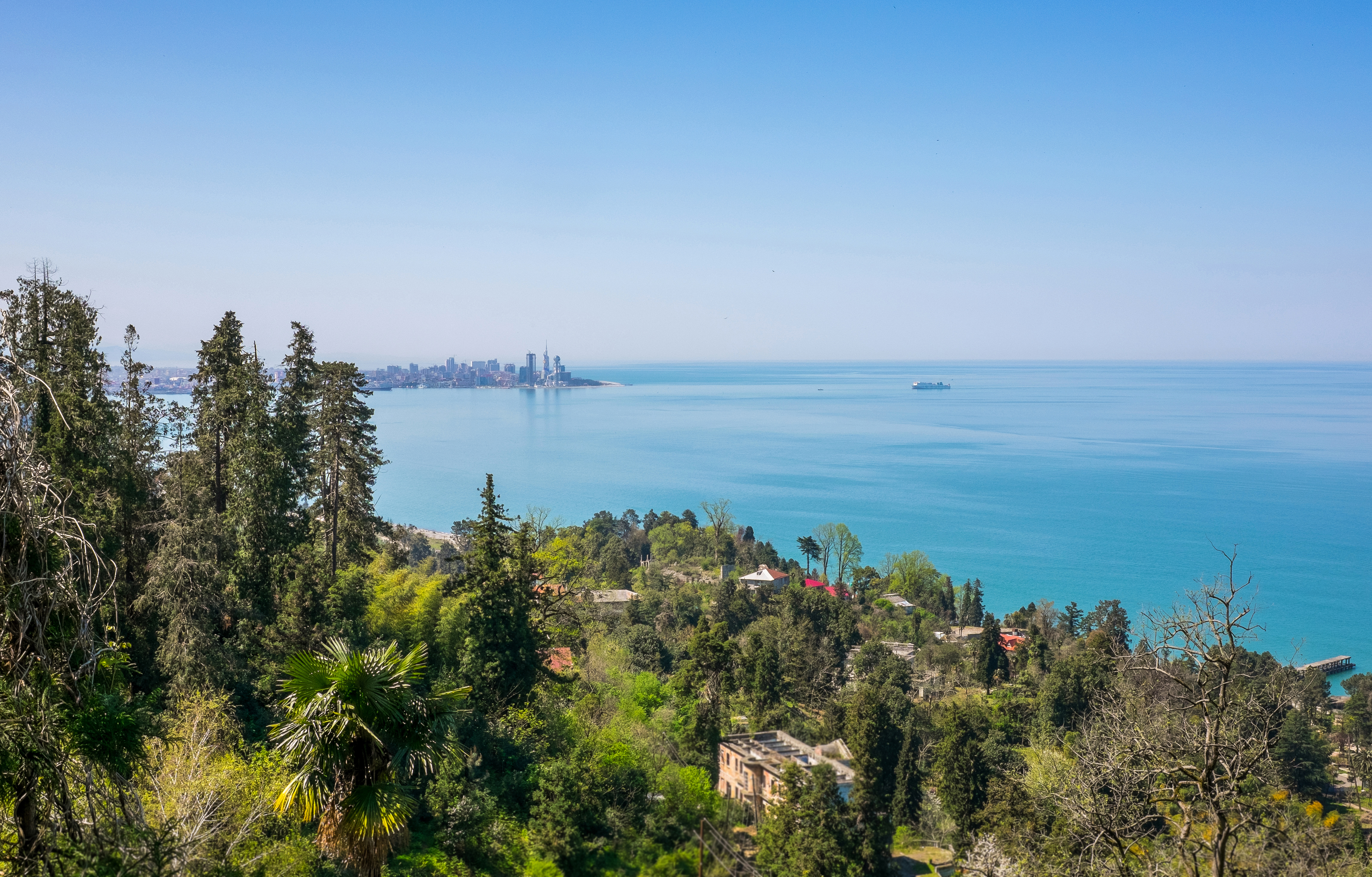
Costa sul mar Nero della Georgia occidentale, con Batumi sullo sfondo.

La barriera del Caucaso protegge la Georgia dalle intrusioni di masse di aria fredda provenienti dal nord, mentre il paese è aperto alla costante influenza di masse di aria calda e umida dal mar Nero. La Georgia occidentale ha un clima marittimo subtropicale umido, mentre la Georgia orientale presenta una maggiore varietà di climi, che vanno da quelli moderatamente umidi a quelli di tipo subtropicale secco.
Nel paese vi è inoltre una serie di fasce altitudinali ben demarcate. La pianura di Kolkhida, ad esempio, presenta caratteristiche subtropicali fino a circa 480–600 m, al di sopra dei quali si incontra una zona dal clima moderatamente caldo e umido; ancora più in alto vi è una fascia dove gli inverni sono freddi e umidi e le estati calde. Al di sopra dei 1980–2160 m vi è una zona dal clima alpino, priva di vere e proprie estati; sopra i 3360–3450 m nevi e ghiacci sono presenti tutto l'anno. Nella Georgia orientale, più all'interno, le temperature sono più basse di quelle delle zone occidentali situate alla stessa altitudine.
La Georgia occidentale riceve grandi quantità di pioggia durante tutto l'anno, per un totale di 1000–2500 mm, che raggiunge i valori massimi in autunno e in inverno. La Kolkhida meridionale riceve il maggior apporto di pioggia, e l'umidità diminuisce dirigendosi verso nord e verso est. Gli inverni in questa regione sono miti e caldi; nelle regioni al di sotto dei 600–690 m, le temperature medie di gennaio non scendono mai sotto lo zero, ed inverni soleggiati e relativamente caldi, con temperature medie che si aggirano sui 5 °C, persistono nelle regioni costiere. Le medie estive sono di circa 22 °C.
Nella Georgia orientale, le precipitazioni diminuiscono mano a mano che ci si allontana dal mare, fino a raggiungere i 650–700 mm nelle pianure e sulle colline pedemontane, ma sulle montagne tali valori possono quasi raddoppiare. Quelle sud-orientali sono le regioni più aride del paese, e l'inverno in particolare è la stagione più arida; il picco massimo delle precipitazioni si registra alla fine della primavera. Nelle pianure le temperature massime si registrano in luglio (circa 25 °C), mentre nella maggior parte della regione le temperature medie di gennaio oscillano tra gli 0 e i 3 °C.

## Idrografia
L'idrografia presenta due versanti ben distinti, uno occidentale o del Mar Nero, l'altro orientale o del mar Caspio. Al primo appartengono l'Inguri e il Rioni, al secondo il Kura - il Mtkvali dei Georgiani - che confluisce con l'Araks nella depressione ubicata a sud-ovest di Baku, nell'Azerbaigian. L'Araks è il corso d'acqua più importante della regione sudcaucasica, ma non attraversa direttamente il territorio georgiano; esso nasce in Turchia, non lontano dalle sorgenti dell'Eufrate, e appartiene allo stesso sistema di drenaggio del Kura. Anche il Kura ha origine in territorio turco, a poco più di un centinaio di chilometri dalle coste del Mar Nero, verso il quale si dirige inizialmente, per operare poi una rotazione in senso orario di 180°, che lo porta ad attraversare il confine georgiano, la capitale Tbilisi e a sfociare nel mar Caspio.
La Georgia occidentale appartiene invece al sistema di drenaggio del Rioni e dell'Inguri, che nascono dalle acque di fusione dei ghiacciai caucasici e formano poi la fertile piana alluvionale prospiciente il Mar Nero, e da una serie di corsi d'acqua minori, a breve percorso, che drenano la regione nord-occidentale dell'Abkhazia (Abhazskaja). Infine, la regione sud-occidentale dell'Adžaristan appartiene al bacino del Coruh, per gran parte turco, il cui collettore principale sfocia nel Mar Nero presso Bat'umi.

## Flora e fauna
La posizione geografica della Georgia e i suoi territori diversificati hanno portato allo sviluppo di una straordinaria varietà di paesaggi. La lussureggiante vegetazione delle coste del mar Nero, umide e subtropicali, si trova relativamente a poca distanza dalle nevi eterne delle vette di montagna. Profonde gole e fiumi impetuosi lasciano lo spazio ad aride steppe, e il verde dei prati alpini si alterna alle tinte più scure delle valli coperte di foreste.
Più di un terzo del paese è coperto da foreste e boscaglia. Nell'ovest un clima relativamente costante per un lungo lasso di tempo ha preservato molte specie relitte e rare, come il pino di Pitsunda (Pinus pithyusa). Le foreste comprendono alberi di quercia, castagno, faggio e ontano, nonché pini del Caucaso, frassini, tigli, meli e peri. Il sottobosco delle regioni occidentali è dominato da sempreverdi (come rododendri e agrifoglio) e da alcuni arbusti decidui quali il mirtillo del Caucaso e il noce. Filamenti di liane intrecciano alcune foreste occidentali. Gli agrumeti sono presenti in tutta la repubblica, e lunghi filari di alberi di eucalipto fiancheggiano le strade di campagna.
Nella Georgia orientale le foreste sono più rare, e le steppe sono punteggiate da boschetti di sottobosco spinoso, nonché da un manto di stipa e code di lepre. Una vegetazione erbacea di tipo subalpino e alpino copre gran parte delle regioni più elevate. La fauna è molto diversificata. Capre e stambecchi del Caucaso abitano le alte montagne; roditori vivono nei prati di alta quota; e la ricca fauna avicola comprende specie come il tetraogallo, il fagiano di monte del Caucaso, l'aquila reale e il gipeto. I fiumi dalle acque limpide e i laghi di montagna sono pieni di trote.
La fauna delle regioni forestali è caratterizzata da cinghiali, caprioli, cervi del Caucaso, orsi bruni, linci, lupi, volpi, sciacalli, lepri e scoiattoli, nonché da un gran numero di uccelli, dal tordo fino all'avvoltoio monaco e allo sparviero. Alcuni di questi animali e uccelli frequentano anche le regioni di pianura, che sono la dimora di specie introdotte quali il procione, il visone e la nutria. I fiumi di pianura e lo stesso mar Nero sono ricchi di pesce.